# Semeljci
Semeljci es un municipio de Croacia en el condado de Osijek-Baranya.

## Geografía
Se encuentra a una altitud de 996 m s. n. m. a 250 km de la capital nacional, Zagreb.

## Demografía
En el censo 2011 el total de población del municipio fue de 4 362 habitantes, distribuidos en las siguientes localidades:
- Kešinci - 834
- Koritna - 910
- Mrzović - 603
- Semeljci - 1 285
- Vrbica - 730

| Gráfica de población de Semeljci 1857-2011                          |
|                                                                     |
| Según los censos de población de la oficina estadística de Croacia. |